# Sanglung
Sanglung je hora vysoká 7 095 m n. m. v pohoří Himálaj. Leží v jihovýchodní části Tibetské autonomní oblasti Čínské lidové republiky.

## Charakteristika
Sanglung se nachází ve východní části Himálaje. Vrchol se nachází 8,57 km východně-severovýchodně od 7 782 m vysokého vrcholu Namčhe Barwa, se kterým je Sanglung spojen hřebenem. Řeka Brahmaputra teče podél severního boku Sanglungu směrem na východ.

## Prvovýstup
Na vrchol Sanglungu nebyl proveden výstup a v srpnu 2011 to byla desátá nejvyšší dosud nevylezená hora.